# Ontochariesthes namibianus
Ontochariesthes namibianus là một loài bọ cánh cứng trong họ Cerambycidae.